# Кармановиці
Кармановиці (пол. Karmanowice) — село в Польщі, у гміні Вонвольниця Пулавського повіту Люблінського воєводства.
Населення — 461 особа (2011).

## Демографія
Демографічна структура станом на 31 березня 2011 року:
|          | Загалом | Допрацездатний вік | Працездатний вік | Постпрацездатний вік |
| -------- | ------- | ------------------ | ---------------- | -------------------- |
| Чоловіки | 222     | 39                 | 149              | 34                   |
| Жінки    | 239     | 38                 | 136              | 65                   |
| Разом    | 461     | 77                 | 285              | 99                   |